# Болгарія на зимових Олімпійських іграх 1952
Болгарія брала участь у зимових Олімпійських іграх 1952 складом з 10 спортсменів у 2 видах спорту.